# Robert Degouy
Pour les articles homonymes, voir Degouy.
Jean-Baptiste Charles Mathieu Robert Degouy, né à Toulouse le 16 mai 1852 et mort à Étretat le 9 août 1942, est un officier de Marine et historien français.

## Biographie
Il entre à l'École navale en octobre 1869 et en sort aspirant de 2e classe en août 1871. Aspirant de 1re classe (octobre 1872), il sert en escadre d'évolutions sur la Thétis puis passe sur le brick Beaumanoir à la station d'Islande. Promu enseigne de vaisseau en août 1875, il est sur le croiseur Ducouédic à la station du Levant en 1876-1877 puis est breveté torpilleur en 1879.
Sur l'aviso Voltigeur, il participe en 1881 à la campagne de Tunisie et est nommé lieutenant de vaisseau en janvier 1882. Il publie cette année-là une étude sur les opérations combinées de terre et de mer et est récompensé pour cela par une médaille d'or.
De 1884 à 1886, il sert sur le cuirassé Reine Blanche à la division du Pacifique. Second de l'Inconstant (1887), son travail sur les sièges des places fortes maritimes lui fait obtenir le cours de tactique navale de l’École de guerre (1889) et un prix de l'Académie des sciences.
En 1891, il commande l'aviso-torpilleur Sainte-Barbe à la station de Granville. Il sert ensuite à la 1re section de l’État-major général de 1892 à 1895.
Capitaine de frégate (avril 1896) et enseignant à l’École des hautes études de la marine, il est aux commandes de la défense mobile de Dunkerque de 1898 à 1900.
Capitaine de vaisseau (janvier 1903), il commande tour à tour les croiseurs cuirassés Dupetit-Thouars et D'Entrecasteaux, le croiseur Infernet (1903-1906), la division navale de Corse et les cuirassés Charles Martel (1910) et Bouvet (1911).
Contre-amiral (octobre 1911) et major général à Rochefort, il prend sa retraite en mai 1914.

## Publications
- Étude sur les opérations combinées des armées de terre et de mer, 1888
- La défense des côtes de Dunkerque à Bayonne au XVIIe siècle de Georges Gustave Toudouze, Chapelot, 1900 (préface)
- Mes souvenirs maritimes (1837-1863) de Eugène Souville, Perrin, 1914 (préface)
- La Guerre navale et l'offensive, 1917
- Pour en finir avec les sous-marins, 1918
- Attaquons les donc chez eux, 1918
- La Paix d'inquiétude, 1919
- Le Féminisme au temps de la Fronde de Alice de Payer, Fast, 1922 (lettre-préface de l'amiral Degouy)
- Histoire contemporaine par trois indépendants, avec Henri de Noussanne et Émile de Saint-Auban, 1928

## Distinctions
- Commandeur de la Légion d'honneur (11 juillet 1914). Chevalier (29 juin 1886), officier (30 décembre 1901).